# Port de Saint-Georges-de-Didonne
Le port de Saint-Georges-de-Didonne est situé dans la partie septentrionale de la commune, au fond d'une petite anse naturelle au sud de la pointe de Vallières matérialisée par la digue et le banc rocheux de La Béchade. 
Petit port de plaisance donnant sur l'embouchure de la Gironde, il est relié au centre-ville par un sentier de promenade piétonnier et par la rue du port (accès depuis le boulevard de la côte de Beauté). Un petit parking a été aménagé à proximité du phare. 
D'une capacité de seulement 74 anneaux, il ne peut accueillir de navires de plus de sept mètres. Les bateaux peuvent y accéder entre trois heures avant la pleine mer et trois heures après la pleine mer. Le port est équipé de sanitaires et de bornes à eau et à électricité. 
Les abords du site accueillent une base nautique et une promenade aménagée (promenade Charles Martel, du nom d'un ancien maire de la commune). Les commerces les plus proches sont en centre-ville, à quelques centaines de mètres par le sentier piétonnier.
Le port est dominé par la silhouette du phare de Vallières, construit en 1900. Aujourd'hui éteint, il se visite en saison (juillet et août).

## Histoire
Le port de Saint-Georges est aménagé au XVIIIe siècle, du fait du mauvais état du port de Royan à cette époque (détruit au XVIIe siècle, il reste longtemps peu accessible), et de l'ensablement du port du Rhâ à Saint-Palais (ce dernier n'existe plus). 

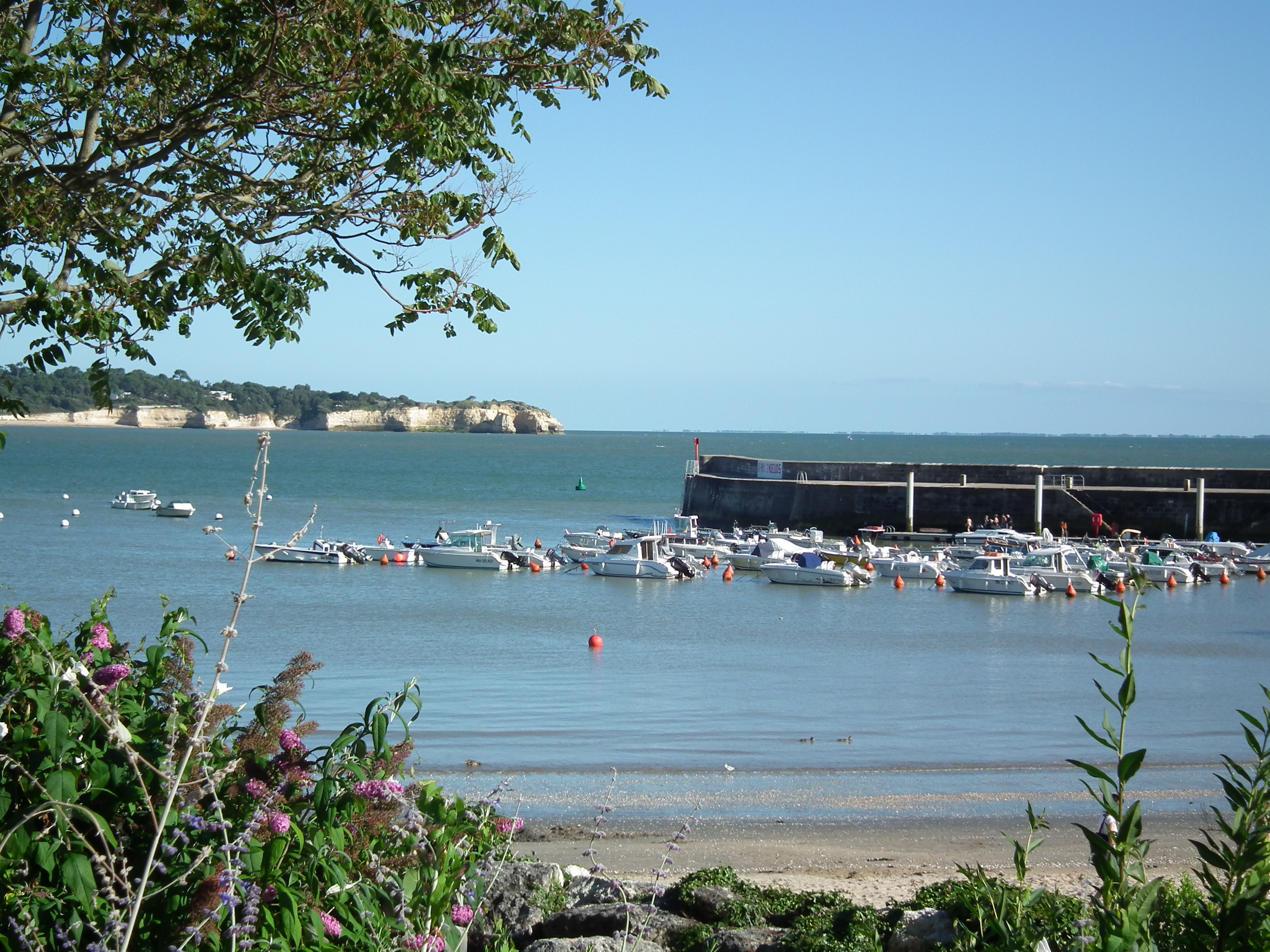
Le port de Saint-Georges vu depuis la promenade Charles Martel.

Le petit havre de Saint-Georges, d'accès difficile, est avant tout une station de pilotage où viennent stationner les lamaneurs, qui servent de guides aux marins circulant dans l'estuaire. Victime des assauts des sables, le port est en bien piètre état au début du XIXe siècle. La construction d'une digue en un endroit peu approprié accentue l'envasement du site, et dans sa Statistique du département de la Charente-Inférieure, M.A. Gautier indique : « autrefois il était assez spacieux pour recevoir cinquante chaloupes ; aujourd'hui à peine peut-il en contenir quinze ». 
En 1841, la digue est remplacée par une jetée moderne, complétée en 1860 par un premier phare, destiné à indiquer l'entrée du port et à baliser le chenal de Saintonge. Il est remplacé en 1900 par le phare actuel. 
Dans la seconde moitié du XXe siècle, alors que la région connaît une période de croissance remarquable du fait du renouveau du tourisme balnéaire, et que le nombre d'anneaux apparaît — déjà — comme insuffisant, on envisage la création d'un port moderne. Le maire Miguel Joachim de Pereyra envisage un agrandissement dès 1974, et en 1982, un projet de marina d'une capacité de 500 places, soumis à référendum, est finalement rejeté.